# Książę (singel)
Książę – singiel Kasi Cerekwickiej wydany w 2010. 
Jest to drugi singiel promujący płytę Fe-Male. Premiera teledysku, w którym wystąpił m.in. aktor Wojciech Medyński, odbyła się 18 września na jej oficjalnej stronie internetowej. Na liście portalu Interia wideoklip dotarł do drugiej pozycji. Po raz pierwszy Cerekwicka wykonała fragment piosenki 28 sierpnia podczas Bydgoszcz Hit Festiwal 2010, jako wstęp do utworu "Wszystko czego chcę od Ciebie".